# Browserkrieg
Als Browserkrieg wird ein von 1995 bis 1998 andauernder Verdrängungswettbewerb zwischen den Unternehmen Microsoft und Netscape um die Vorherrschaft ihrer Webbrowser bezeichnet, in dem sich Microsoft am Ende mit seinem Produkt Internet Explorer gegen das Konkurrenzprodukt Netscape Navigator durchsetzen konnte. Die Entwicklung in den Jahren ab 2004, in denen Mozilla Firefox und andere alternative Browser dem Internet Explorer wieder Marktanteile abnehmen konnten, wird zuweilen als „zweiter Browserkrieg“ bezeichnet.

Zeitlinie der Entwicklung der Webbrowser 1990–2024.
Farblich unterlegt gleiche HTML-Renderer der Browser:

| Trident | Gecko | KHTML/WebKit/Blink | Presto |

## Die Anfänge des WWW
Anfang der 1990er Jahre basierte das World Wide Web noch auf dem HTML-2.0-Standard, der kaum Formatierungen erlaubte. In dieser Zeit erschien mit dem Netscape Navigator von Netscape Communications als Nachfolger des NCSA Mosaic ein neuartiger Browser.
Das Programm erlaubte neben den bisherigen, relativ einfachen Webseiten auch das Einbinden von Tabellen und wesentlich mehr Farben. Später kamen Frames, Skriptfunktionen, Layer und Multimediaelemente hinzu.
Als 1995 die Benutzung des World Wide Webs populär wurde, hatte der Netscape Navigator einen Marktanteil von weltweit über 80 Prozent. Mit der kostenlosen Verbreitung des Navigators wollte Netscape die Nachfrage nach den eigenen Serverprodukten steigern.

## Der erste Browserkrieg

### Microsofts Einstieg
Bis 1995 schenkte Microsoft dem neuen Medium Internet kaum Beachtung. Das änderte sich, als Bill Gates beschloss, massiv in das Internet zu investieren und ein Konkurrenzprodukt zum Navigator zu entwickeln. Microsoft befürchtete, dass sich Netscape zu einem ernsthaften Konkurrenten entwickeln könnte:

“Microsoft ran the risk of being made irrelevant as the technology advanced.”

„Microsoft lief Gefahr, mit dem weiteren Verlauf des technologischen Fortschritts bedeutungslos zu werden.“

Weit gravierender als der Verlust der Technologieführerschaft war die Tatsache, falls sich Netscape tatsächlich zu einem ernsthaften Konkurrenten entwickelt hätte, dass der Netscape Communicator eine Reihe von Programmierschnittstellen (APIs) enthielt, die von Entwicklern genutzt werden konnten, um eigenständige Programme zu schaffen, die auf der Basis von Netscape laufen konnten. Zudem wurde auch die Programmiersprache Java von Sun Microsystems mit Netscape vertrieben, die noch viel mehr solcher APIs enthält. Wenn eine Reihe von diesen Anwendungen programmiert würden – so die Befürchtung von Microsoft – würde sich der Netscape Communicator als sogenannte Middleware erweisen, also eine Art Betriebssystemaufsatz. Da aber der Netscape Navigator nicht nur auf dem Betriebssystem Windows lief, sondern auch für Konkurrenz-Plattformen angeboten wurde, würde das Betriebssystem-Monopol von Microsoft bei Personal Computern ernsthaft gefährdet werden. Denn dann wäre das verwendete Betriebssystem nicht mehr so wichtig. Die einzige Möglichkeit, das zu verhindern, sah Microsoft darin, den Marktanteil von Netscape mit allen Mitteln zu verringern.

### Der Internet Explorer
Im August 1995 veröffentlichte Microsoft die erste Version seines Internet Explorers, der zum damaligen Zeitpunkt noch im Wesentlichen aus Code von NCSA Mosaic bestand. Bei der Einführung des IE hatte Microsoft zwei entscheidende strategische Vorteile gegenüber Netscape:
1. Microsoft verfügte über wesentlich mehr finanzielle Mittel als Netscape. Nach Berichten des amerikanischen Bundesgerichts investierte Microsoft jährlich mehr als 100 Millionen US-Dollar in die Entwicklung und Vermarktung des Internet Explorers.[5] Während das ursprüngliche Internet-Explorer-Team 1995 aus nur fünf bis sechs Mitgliedern bestand, waren es ein Jahr später schon 100. 1999 arbeiteten 1000 Mitarbeiter (das waren mehr Mitarbeiter, als Netscape insgesamt je an Angestellten hatte)[6] an der Entwicklung und Vermarktung des Browsers, was angesichts eines relativ kleinen Softwareprojektes wie der Entwicklung eines Browsers eine erhebliche Größenordnung darstellt.
2. Microsoft konnte seinen Browser einfach mit seinen Betriebssystemen bündeln. Durch die zusätzliche Integration des Internet Explorers in Windows, das damals auf 95 Prozent aller neu verkauften PCs installiert wurde, gelang es Microsoft, den Marktanteil des Internet Explorers schnell zu erhöhen.

### Vernachlässigung von Standards
Da nun beide Browserhersteller ihre Position am Markt erhalten und verbessern wollten, wurden immer wieder neue Erweiterungen des HTML-Standards erfunden, die den Seitenautoren neue Möglichkeiten gaben und von vielen auch angenommen wurden. Die offiziellen Standards des W3C dienten dabei anfangs noch als kleinster gemeinsamer Nenner, mit der vom W3C 1996 eingeführten Formatierungssprache CSS begann man jedoch, auch die Standards auf eigene Weise und inkompatibel zum jeweils anderen zu interpretieren oder Teile dieser nur in anderer Syntax anzubieten.
Netscape vertraute auf den scheinbar uneinholbaren Marktanteil und erweiterte seinen Browser (damals in Version 4) mit Funktionen für Online-Einkauf oder datenschutzrechtlich fragwürdigen Suchhilfen, statt kritische Fehler zu beheben.

### Microsoft setzt sich durch
Von 1995 bis 2003 sank der Marktanteil des Netscape Navigators von über 80 Prozent auf unter vier Prozent, während der Marktanteil des Internet Explorers im selben Zeitraum von unter drei Prozent auf über 95 Prozent stieg.
Ab Januar 1998 gab Netscape den Navigator kostenlos ab und veröffentlichte den Quelltext des Browsers als Open Source. In dem daraus entstandenen Projekt Mozilla wurde das Programm vollständig neu geschrieben.
Im November 1998 wurde Netscape von AOL für 4,2 Milliarden US-Dollar aufgekauft. Danach wurden viele der Entwickler des Navigators entlassen, und zwischenzeitlich sollte die Arbeit sogar ganz eingestellt werden.
Im Februar 2008 kam schließlich das offizielle Ende des Navigators: AOL gab bekannt, ab diesem Zeitpunkt seine Entwicklung und Unterstützung einzustellen.

### Gerichtsverfahren gegen Microsoft
Das aggressive Marktverhalten Microsofts führte zu zahlreichen Klagen von Mitbewerbern. Durch die Zahlung hoher Geldsummen gelang es Microsoft dabei meistens, sich außergerichtlich mit der jeweils anderen Partei zu einigen. Im Falle von Netscape waren dies 750 Millionen US-Dollar.
Im Rahmen eines Prozesses behaupteten sowohl Bill Gates als auch zahlreiche von Microsoft benannte Zeugen wiederholt, dass der Internet Explorer nicht vom Betriebssystem abgetrennt werden könne, was sich als Falschaussage herausstellte.

## Der zweite Browserkrieg

### Folgen des hohen Marktanteils des Internet Explorers

Grob geschätzter Marktanteil 1994–2006 der großen hinter den einzelnen Browsern stehenden Rendering-Engines

Marktanteile einzelner Browser

Im Jahr 2003 lag der Marktanteil des Internet Explorers nahezu bei 90 Prozent. Gleichzeitig wurde er kaum noch weiterentwickelt.

“The features we had in Mosaic are pretty close to what we have in Internet Explorer in 2003. It’s not identical, but it’s very much the same”

„Der Funktionsumfang von Mosaic [zu Beginn der 1990er Jahre] entspricht in etwa dem Funktionsumfang des Internet Explorers im Jahr 2003. Er ist nicht identisch, aber sehr ähnlich.“

Nach dem Erscheinen des Internet Explorers 6 wurde im Herbst 2001 das Entwicklerteam fast komplett aufgelöst. Es dauerte fünf Jahre, bis Microsoft eine neue Version veröffentlichte. Erst im Zuge der Entwicklung des Betriebssystems Windows Vista schloss ein neues Team die Entwicklung des Internet Explorers 7 ab, der am 19. Oktober 2006 veröffentlicht wurde.
Die weite Verbreitung des Internet Explorers hatte inzwischen dazu geführt, dass Webseiten „optimiert“ wurden. Dabei richteten sich viele Autoren bei der Gestaltung ihrer Webseiten nicht mehr nach dem offiziellen HTML-Standard des World Wide Web Consortiums, sondern gestalteten ihre Webseiten so, dass sie im Internet Explorer am besten aussahen und funktionierten, ohne die Kompatibilität zu alternativen Browsern zu berücksichtigen. Die Acid-Browsertests belegen, dass der Internet Explorer vom HTML-Standard vergleichsweise weit abweicht. Dies führte teilweise dazu, dass Nutzer alternativer Browser von bestimmten Angeboten wie Online-Banking oder Online-Handel ausgeschlossen wurden.
Der hohe Marktanteil des Microsoft-Browsers begünstigte außerdem die Verbreitung von Schadsoftware wie Computerviren und Computerwürmern. Deren Autoren machten sich die Tatsache zu Nutze, dass geraume Zeit die meisten Computer die gleiche Standardsoftware nutzten: Windows als Betriebssystem, Internet Explorer als Webbrowser sowie Microsoft Office für Büroarbeiten. Durch die „Monokultur“ konnte sich Schadsoftware schneller verbreiten, sobald in einem der Programme eine neue Sicherheitslücke bekanntgeworden war.

### Standards werden wieder vermehrt unterstützt
Aufgrund der notorischen Sicherheitsprobleme des Microsoft-Produkts und umfangreicheren Funktionen anderer Browser (zu denen neben Mozilla Firefox auch Opera von dem gleichnamigen norwegischen Unternehmen, der Konqueror vom K Desktop Environment und der teilweise auf diesem basierende Apple Safari gehören), entstand seit Mitte der 2000er-Jahre, zuerst auf Websites zu technischen Themen, später allgemein, wieder eine heterogene Browserlandschaft, die Beschränkungen auf einige wenige Browser unmöglich macht. Zusätzlich kommen immer mehr Browser für PDAs und Mobiltelefone auf, die von kaufkräftigen potenziellen Kunden bedient werden, und dementsprechend wird auf Kompatibilität Wert gelegt. Mit dem Boom der Smartphones seit den 2010er Jahren wurde weitgehende Kompatibilität unabdingbar. Außerdem integrieren sich die Browserhersteller verstärkt in die Arbeit des W3C, statt mit ihrer Marktmacht zu versuchen, ihre Vorschläge für Webtechnologien durchzusetzen. Dadurch haben die Standards des W3C wieder an Bedeutung gewonnen.

### Alternative Browser gewinnen Marktanteile
| Mozilla Firefox Apple Safari OperaAndere Browser | Netscape Navigator Mozilla Google Chrome |

Marktanteilentwicklung von alternativen Browsern 2005 bis 2009:

Durch viele und teilweise lange unbekannt bleibende Sicherheitslöcher des Internet Explorers stieg die Nachfrage nach alternativen Browsern, so verlor der Internet Explorer im Juli 2004 mit dem Bekanntwerden von gravierenden Sicherheitslücken ein Prozent Marktanteil an Mozilla-Produkte.
Im Juni 2004 rief Microsoft das Entwicklungsteam für den Internet Explorer wieder zusammen. Vorrangig verkündeten die Anhänger von Mozilla die zweite Runde des Browserkriegs. Dieser und andere alternative Browser fanden durch neue, innovative Funktionen schnell Anhänger unter den unzufriedenen Nutzern des Internet Explorers. Zudem empfahlen auch Webentwickler diese alternativen Browser, da sie die gängigen Standards besser umsetzten. Das alles hatte zur Folge, dass seitdem in vielen US-Onlinemagazinen, aber auch in deutschen IT-Magazinen wie Heise online, regelmäßig Artikel über die neuen Browseralternativen erschienen. Besonderes Augenmerk galt dank seiner ständig steigenden Beliebtheit dem Mozilla Firefox.
Mit der Internet-Initiative Spread Firefox und großflächigen Zeitungsanzeigen in der New York Times und der FAZ – finanziert durch Spenden – wurde 2004 intensiv Werbung betrieben, um das Programm populär zu machen.
Firefox war der erste Browser, dem es gelungen ist, dem Internet Explorer kontinuierlich Marktanteile abzunehmen. Dieser Umstand und die teilweise veraltete Technologie des IE 6 haben dazu geführt, dass Microsoft seit etwa Anfang 2005 wieder in die Weiterentwicklung des Internet Explorers investierte. Am 19. Oktober 2006 veröffentlichte Microsoft schließlich den Windows Internet Explorer 7. Dieser unterstützte Funktionen wie Tabbed Browsing und größere Teile von Webstandards wie CSS2 und sollte so den technischen Rückstand auf alternative Browser verkleinern, die diese Funktionen bereits seit Jahren mit sich führen.
Am 1. September 2008 kündigte Google überraschend einen hauseigenen Webbrowser namens Chrome an, den es auf der eigenen Website bewarb. Durch die Optimierung auf Performance (speziell die Geschwindigkeit der JavaScript-Engine, die für die Darstellung hauseigener Webanwendungen wie Google Docs oder Google Mail gebraucht wird) wurde ein Wettrennen um den schnellsten Browser angestoßen, an dem sich vor allem Safari, Opera und Firefox beteiligen. Chrome konnte bis Mitte 2010 einige Prozentpunkte Marktanteil gewinnen.

### HTML5 und Addons bringen frischen Wind
Während Microsofts Browser laut verschiedenen unabhängigen Statistiken von großen Websites weiterhin an Nutzern verliert, gewinnt insbesondere Google Chrome rapide, beispielsweise war Chrome im Oktober 2012 auf Platz 1 der meistbenutzten Browser der Besucher des Wikimedia-Projekts.
Auf technologischer Seite bestimmt den Kampf um die Gunst der Internetnutzer nicht nur Geschwindigkeit, die dank verschiedener Benchmarks messbar und somit für Marketingkampagnen nutzbar wird, sondern auch das Angebot an im Browser installierbarer Zusatzsoftware („Add-ons“) und die Unabhängigkeit von unsicheren Plug-ins wie Adobe Flash oder Java.
Auch von ideologischer Seite wird das Für und Wider verschiedener Browser diskutiert:
Die Mozilla Foundation als gemeinnützige Organisation präsentiert ihren Browser im Kontext ihrer Bemühungen, „das Internet zu einem besseren Ort für uns alle [zu] machen“.
Google dagegen führt vorrangig technische Qualitäten ihres Browsers an, während Kritiker von der Verwendung von Chrome eher deshalb abraten, weil der Datenschutz vergleichsweise schlecht sei – bei anderen Browsern wäre ein ungefragtes Übertragen eingegebener Daten zur Weiterverwendung in einer Aktiengesellschaft undenkbar – und weil die monopolartige Stellung des dahinter stehenden Unternehmens nicht gefördert werden dürfe.
Insbesondere derartige Monopolstellungen sind auch weiterhin von großer Bedeutung für den Browserkrieg, da im EU-Kartellrecht der Missbrauch von Machtpositionen auch im Softwarebereich durch den EU-Wettbewerbskommissar überwacht und ggf. sanktioniert wird.